# Sieć radiowa
Sieć radiowa (z ang. radio access network, RAN) to radiowa sieć dostępowa do Internetu lub infrastruktury telekomunikacyjnej oparta na połączeniu bezprzewodowym.